# Končić
Končić (cyr. Кончић) – wieś w Serbii, w okręgu toplickim, w mieście Prokuplje. W 2011 roku liczyła 105 mieszkańców.